# Ted Hughes
Edward James Hughes (kendt som Ted Hughes) (17. august 1930 – 28. oktober 1998) var en anerkendt engelsk digter der inden sin død nåede at udgive i alt femten digtsamlinger.
Den sidste Fødselsdagsbreve (Birthday letters) fra 1998 omhandlede hans turbulente ægteskab med den amerikanske digter og forfatter Sylvia Plath, der begik selvmord kort efter deres skilsmisse i 1963. Hughes blev efter selvmordet af mange beskyldt for at have været årsag til Plaths død.
Hughes redigerede flere antologier og oversatte forskellige værker til engelsk.
Digtsamlinger
- 1957 — The Hawk in the Rain
- 1960 — Lupercal
- 1967 — Wodwo
- 1967 — Recklings
- 1970 — Crow. Krage udkom på dansk i 1977
- 1977 — Gaudete
- 1979 — Moortown Diary
- 1979 — Remains of Elmet (with photographs by Fay Godwin)
- 1983 — River
- 1986 — Flowers and Insects
- 1989 — Wolfwatching
- 1992 — Rain-charm for the Duchy
- 1994 — New Selected Poems 1957-1994
- 1997 — Tales from Ovid
- 1998 — Birthday Letters — vinder af "the 1998 Forward Poetry Prize" for bedste digtsamling, "the 1998 T. S. Eliot Prize", og "the 1999 British Book of the Year award."
- 2003 — Collected Poems

Thorkild Bjørnvig har desuden oversat 15 digte til antologien Tigersalme (1995)
1. ↑  Navnet er anført på engelsk og stammer fra Wikidata hvor navnet endnu ikke findes på dansk.